# Васко да Гама (футбольний клуб)
Спортивний клуб «Васко да Гама» (порт. Club de Regatas Vasco da Gama, часто відомий просто як «Васко») — бразильський спортивний клуб із міста Ріо-де-Жанейро. Клуб було засновано 21 серпня 1898 року (хоча футбольне відділення у клубі з'явилось лише у 1915 році) і названо на честь славетного португальського мореплавця. Засновниками клубу були емігранти з Португалії, причому португальське населення Ріо-де-Жанейро і досі за традицією є фанатами клубу.
У липні 1957 р. команда, яка тоді була другою по силі в Бразилії, приїхала в Радянський Союз. Першою командою, з якої зустрілися бразильці, було київське «Динамо». Гра відбулася на стадіоні ім. Хрущова 8 липня. Гості виступали в такому складі: Еліо, Даріо, Віана, Орландо, Лаерте, Ортунья, Сабара, Ливиньйю (Альмір, 53), Вава (Мадейра, 53), Вальтер, Пінга, тренер М.Франциско. За динамівців грали Олег Макаров, Володимир Єрохін, Віталій Голубєв, Тібор Попович, Юрій Войнов, Ернест Юст, Віктор Канеський, Терентьєв, Юрій Коротков (з Кишинівського «Буревіснику», замінений на Георгія Граматикопуло), Михайло Коман, Віктор Фомін. Кияни виграли з рахунком 3:1. Голи у киян забили Войнов, Терентьєв, Каневський. У гостей відзначився Вальтер наприкінці гри.
Футбольний клуб «Васко да Гама» є одним з найстаріших та найтитулованіших клубів Бразилії, і до 2009 року був одним із чотирьох (разом з Інтернасьйонал, Фламенгу та Крузейро) клубів, які ніколи не вилітали з Серії А (вищого дивізіону) Чемпіонату Бразилії. У 1998 році «Васко» виграв у найпрестижніший клубний турнір Південної Америки — Кубок Лібертадорес.